# Сибирская губерния
Сиби́рская губе́рния — административно-территориальная единица России и Российской империи. Образована 18 (29) декабря 1708 года в результате губернской реформы Петра I. Просуществовала до административной реформы 1782 года. Губернский город — Тобольск. В состав губернии входили территории Сибири и Приуралья.

## Предыстория
В первые годы после присоединения Сибирь управлялась Посольским приказом, с 1599 г. потеряла статус завоёванного государства и перешла в ведение Приказа Казанского дворца, а в 1637 г. был создан отдельный Сибирский приказ, ведавший всеми делами края.
Земли, подчинённые Сибирскому приказу, делились на уезды, волости и станы. Во главе уездов стояли воеводы. Наивысшей территориальной единицей был разряд, включавший в себя несколько уездов. К 1677 году в Сибири сформировалось 4 разряда: Тобольский (1590-е), Томский (1629), Ленский (1638) и Енисейский (1677).

## История

### Образование губернии

Российские губернии в 1708 году

В ходе преобразований, начатых Петром I, возникла и необходимость совершенствования системы административного деления, которое во многом к началу XVIII века устарело. Уезды по своему размеру сильно различались, отношения между центром и разрядами стали крайне сложными и запутанными, а само управление уездами из центра — крайне громоздким.
В ходе областной реформы по указу Петра I «Об учреждении Губерний и о расписании к ним городов» от 18 (29) декабря 1708 года территория Русского царства была разделена на восемь губерний, одной из которых и стала Сибирская губерния.
Великий Государь указал, по Именному Своему Великого Государя Велению, в Российском Государстве для всенародной пользы учинить 8 губерний, и к ним расписать города...

... VIII. Сибирская. А в ней города: Тобольск, Енисейск, Илимск, Тара, Берёзов, Сургут, Тюмень, Томск, Мангазея, Иркутск, Кузнецк, Туринск, Нарым, Верхотурье, Якутск, Нерчинск, Красный Яр, Пелым, Кетск. Поморские: Кунгур, Пермь Великая, Чердынь, Соликамск, Кай городок, Яренск, да нане приписана вновь Вятка, и того 26, да к Вятке 4 пригородка, всего 30 городов.

### Административное деление губернии
29 мая 1719 года губерния была разделена на три провинции: Вятскую (10 908 дворов), Соль-Камскую (13 426 дворов) и Тобольскую (37 096 дворов) (в указе территория последней провинции именуется «Сибирские города»).
26 ноября 1724 года — из состава Тобольской провинции выделены Енисейская и Иркутская провинции.
29 апреля 1727 года — по именному указу Вятская и Соликамская провинции переданы в Казанскую губернию.
30 января 1736 года — по именному указу Сибирская губерния подверглась дальнейшему делению: были выделены самостоятельные Сибирская провинция (в составе Тобольской и Енисейской провинций) под управлением сибирского губернатора и Иркутская провинция под управлением особого вице-губернатора.
13 августа 1737 года — в составе Сибирской губернии организована Исетская провинция. В её состав вошли Исетский, Окуневский и Шадринский уезды (дистрикты). В 1744 году Исетская провинция передана в Оренбургскую губернию.

### Административная реформа Екатерины II

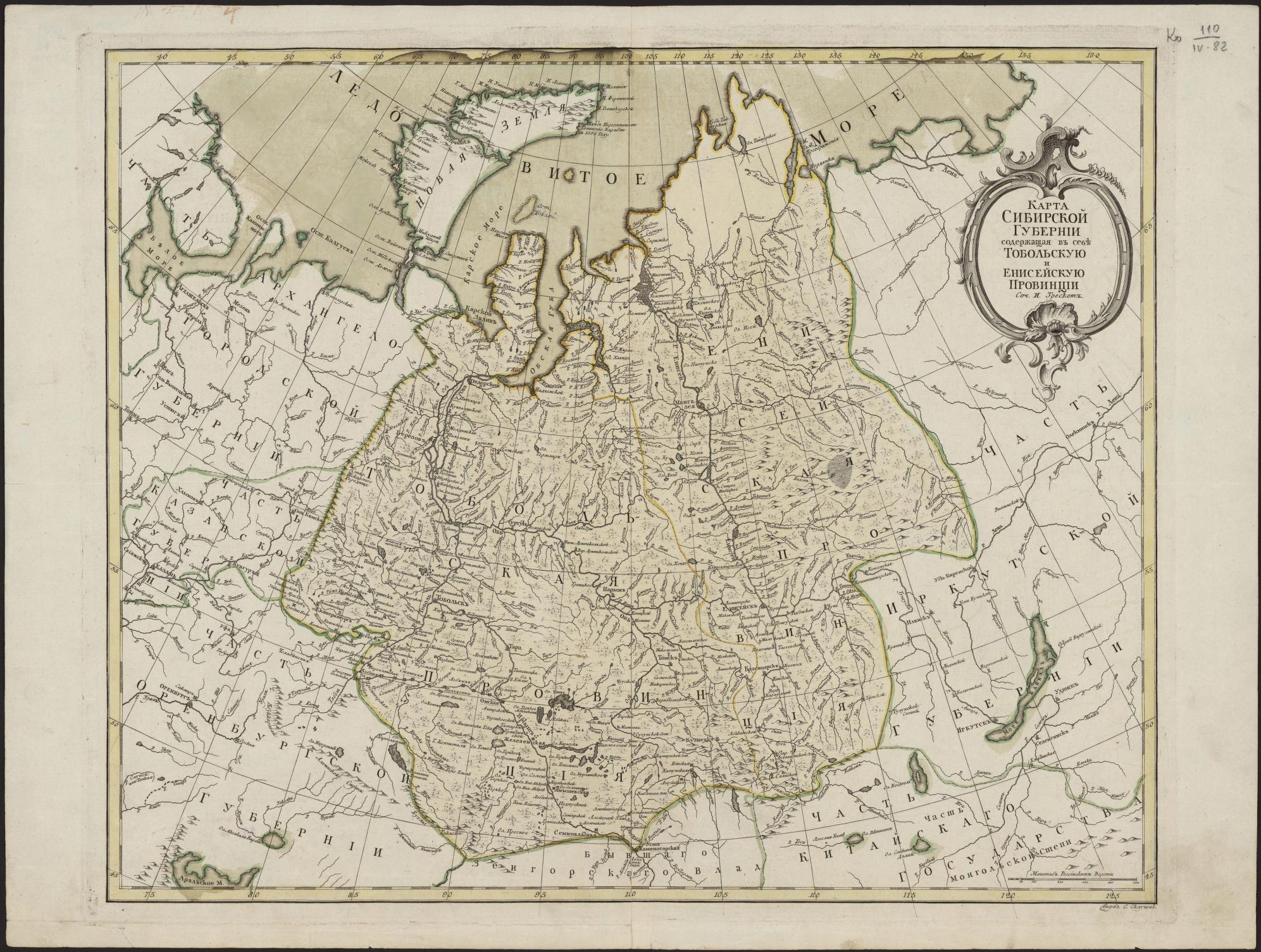
Карта Сибирской губернии 1775 года

В 1764 году именным указом императрицы Екатерины II из состава Сибирской губернии была выделена Иркутская губерния.
Изданное 7 ноября 1775 года по свежим следам Крестьянской войны 1773—1775 «Учреждение для управления губерний» анонсирует новую административную реформу. Реформа предусматривала разделение прежних громоздких губерний на более компактные численностью от 300 до 400 тыс. ревизских душ. При этом губернии (наместничества) с низкой плотностью населения дополнительно делились на области. Над несколькими губерниями учреждались должности генерал-губернаторов. На территории Сибири должны были возникнуть три наместничества: Тобольское, Иркутское и Колыванское. При этом Тобольское наместничество (в составе Тобольской и Томской областей) предполагалось подчинить Пермскому и Тобольскому генерал-губернаторству.
Именным указом от 7 мая 1780 года назначается первый генерал-губернатор пермский и тобольский (им стал Е. П. Кашкин), тем же указом (пункт 3) назначен правитель «учреждаемого наместничества Пермского», а пунктом 4 указа назначается Тобольский губернатор. На первом этапе происходило образование Пермского наместничества. Наконец, 19 января 1782 года настал черёд Сибирского царства. Оно было упразднено, на его месте образованы предполагавшиеся наместничества, и Тобольское наместничество официально перешло под власть генерал-губернатора Пермского и Тобольского:

Всемилостивейше повелеваем нашему генералу-поручику, правящему должность генерал-губернатора Пермского и Тобольского, Кашкину, в августе нынешнего 1782 года исполнить по учреждениям нашим от 7 ноября 1775 года в наместничестве Тобольском, составя оное из двух областей, Тобольской и Томской, из коих к первой принадлежать будут 10 уездов, а именно: Тобольский, Тарский, Омский, Ишимский, Курганский, Ялуторовский, Тюменский, Туринский, Берёзовский и Сургутский; ко второй: Томский, Ачинский, Енисейский, Туруханский, Нарымский и Каинский. Вследствие чего пригороды и селения по коим названы уезды, переименовать городами…

В 1782—83 губернии были упразднены. Вместо них образованы 3 наместничества: Тобольское, Колыванское и Иркутское.

В Тобольское наместничество входили Тобольская и Томская область, в Колыванское — Колыванская область (1783—96 — губерния), в Иркутское — Иркутская, Нерчинская, Охотская и Якутская области. В 1775—85 было разделено управление городом и сельской округой.
В 1798 наместничества были ликвидированы и вновь образованы 2 губернии — Тобольская и Иркутская. Одновременно упразднялись области, за исключением Нерчинской (в 1805 преобразована в одноимённый уезд) и Охотской.

## Герб царства Сибирского

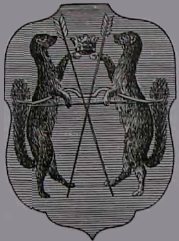
Герб Сибирского царства

«В горностаевом щите два чёрных соболя, стоящие на задних лапах и поддерживающие передними, одной — золотую пятизубцовую корону, другою — черлёный лежащий лук и две крестообразно, остриями вниз, поставленные стрелы…»
Прим.: Герб увенчан алтабасной (парчёвой) шапкой третьего наряда царя Иоанна Алексеевича, украшенная золотыми запонами.
По указу Петра I в 1710 году была изготовлена печать Сибирской губернии с эмблемами трёх её провинций, в верхней части которой была изображена эмблема Тобольской провинции: под короной стоят на задних лапах два соболя, держащие лук и две перекрещённые стрелы остриями вниз.
Геральдическую форму сибирской эмблеме впервые придал в 1722 году первый российский геральдист, составитель гербов Герольдмейстерской Конторы пьемонтский граф Франциск де Санти. Он поместил изображения титульных эмблем из Титулярника 1672 года в геральдические щиты французской формы, в соответствии с правилами геральдики стабилизировал их фигуры и цвета. Наряду с гербами великих княжеств Киевского, Владимирского, Новгородского, а также Казанского и Астраханского царств герб «Царства Сибирского» был помещён на крыльях двуглавого орла.
С этого времени вплоть до 1917 года герб «Царства Сибирского» неизменно изображался в Государственном Гербе Российской империи, занимая в среднем и малом гербах почётное место на крыльях двуглавого орла.
В отличие от большинства других гербов, изображённых в Государственном гербе России, герб Царства Сибирского был чисто «бумажным», титульным и никогда не включался в состав гербов сибирских губерний и городов.

## Губернаторы
| №  | Фамилия, имя, отчество         | Титул, чин, звание                      | Время замещения должности |
| -- | ------------------------------ | --------------------------------------- | ------------------------- |
| 1  | Гагарин Матвей Петрович        | князь                                   | 1708—1714                 |
|    | Бибиков Иван Фомич             | исправляющий должность                  | 7.12.1714—4.1.1716        |
| 1  | Гагарин Матвей Петрович        | князь                                   | 1716—1719                 |
|    | Карпов Семён Петрович          | исправляющий должность                  | 1719—1721                 |
| 2  | Черкасский Алексей Михайлович  | князь, ближний стольник                 | 21.12.1721—1.01.1724      |
| 3  | Долгоруков Михаил Владимирович | князь, действительный тайный советник   | 1.01.1724—1726            |
|    | Суров Алексей Михайлович       | исправляющий должность                  | 1726—1727                 |
| 3  | Долгоруков Михаил Владимирович | князь, действительный тайный советник   | 1727—1728                 |
|    | Болтин Иван Васильевич         | исправляющий должность, вице-губернатор | 1728—1730                 |
| 4  | Долгоруков Василий Лукич       | князь                                   | 1730                      |
|    | Болтин Иван Васильевич         | исправляющий должность, вице-губернатор | 1730—1731                 |
| 5  | Плещеев Алексей Львович        | тайный советник                         | 02.1731—30.01.1736        |
| 6  | Бутурлин Пётр Иванович         | исправляющий должность, бригадир        | 08.03.1736—08.1741        |
| 7  | Шипов Иван Афанасьевич         | генерал-майор                           | 09.08.1741—12.1743        |
| 8  | Сухарев Алексей Михайлович     | генерал-майор                           | 12.1743—16.05.1752        |
|    | Вакансия                       |                                         | 1752—1754                 |
| 9  | Мятлев Василий Алексеевич      | генерал-лейтенант                       | 28.02.1754—24.09.1757     |
| 10 | Соймонов Фёдор Иванович        | тайный советник                         | 24.09.1757—1763           |
| 11 | Чичерин Денис Иванович         | генерал-майор (генерал-поручик)         | 10.04.1763—07.05.1781     |
| 12 | Осипов Григорий Михайлович     | генерал-майор                           | 07.05.1781—19.01.1782     |